# Беломорский лесопильно-деревообрабатывающий комбинат

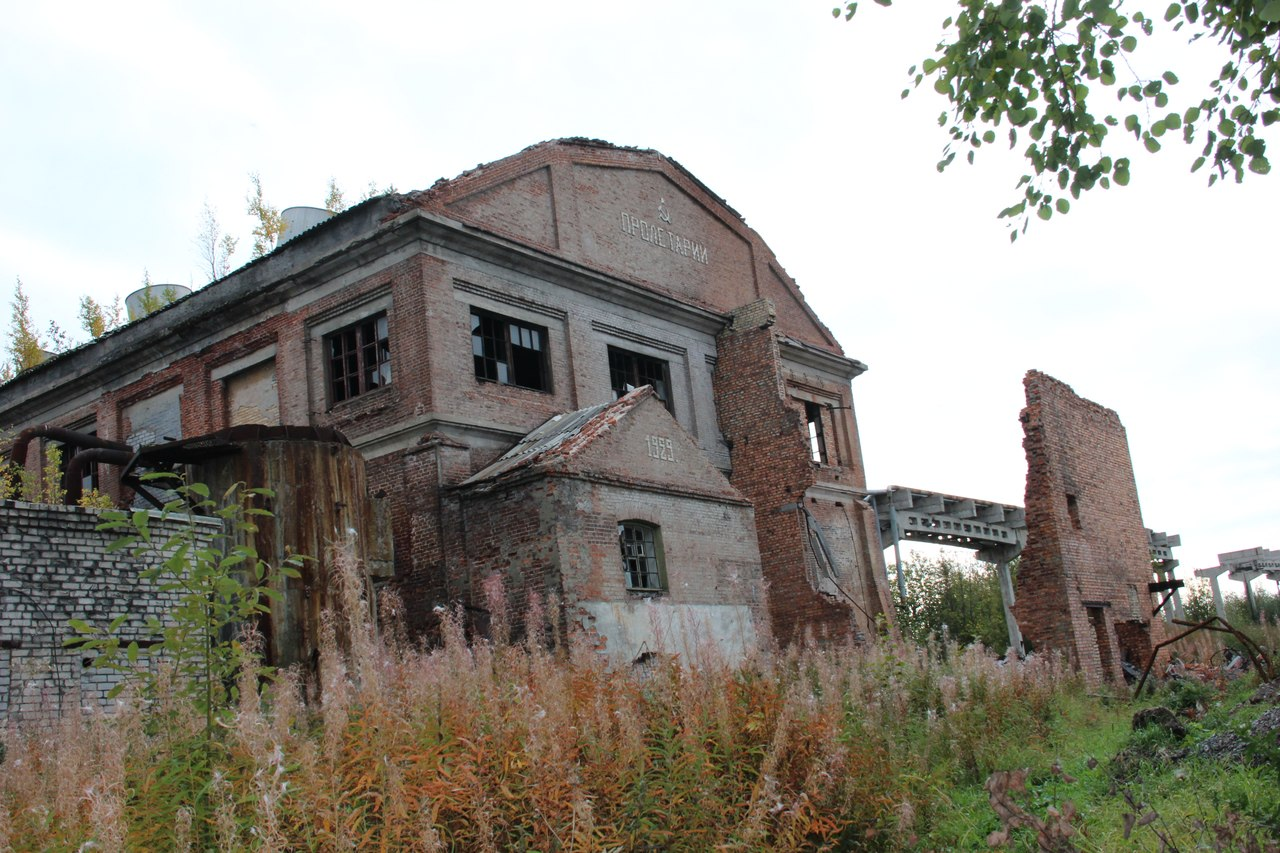
ЛДК сейчас

Беломорский ЛДК — один из первых комбинатов подобного типа в Карелии, расположенный на берегу Сорокской бухты Белого моря, в городе Беломорске, и начавший работать в 1869 году. В настоящий момент комбинат разрушен.

## История
Завод был открыт в 1869 году Митрофаном Беляевым. В конце XIX века около комбината также находилась школа и больница. После отхода от дел Митрофана Беляева лесопилкой занялся его брат. В годы Великой Отечественной войны комбинат продолжал свою работу, несмотря на большие потери в мужской рабочей силе. Выполняя и перевыполняя план по лесопилению, завод начал давать фронту уже в октябре 1941 теплушки, разборные бани, лодочки-волокуши, термосы, корпуса для противопехотных мин. Беломорский лесопильно-деревообрабатывающий комбинат дважды завоёвывал переходящее Красное знамя Государственного комитета обороны. В конце 1942 года 40 передовых рабочих предприятия за ударный труд удостоились высших правительственных наград. К 70-м годам численность рабочих составляла более 1800 человек. По итогам 1978 года БЛДК признан лучшим предприятием по изобретательству и рационализации в КАССР.
В 1998 году Беломорский лесопильно-деревообрабатывающий комбинат был признан банкротом. После чего комбинат прекратил своё существование.